# Cardona (Urugwaj)
Cardona – miasto w Urugwaju, w departamencie Soriano.